# Emírség
Az emirátus vagy emírség olyan politikai terület, melyet arab vagy iszlám dinasztia tagja, úgynevezett emír irányít.  A kifejezés magára a királyságra is vonatkozik.

## Etimológia
Etimológiailag az „emirátus” – arabul: إمارة (imārah), többes számban arabul: إمارات (imārāt) – minőség, méltóság, hivatal vagy területi kompetencia, ami egy emírhez kapcsolódik.

## Monarchiaként
Az Egyesült Arab Emírségek olyan szövetségi állam, amelyet hét szövetségi emírség alkot, melyek élén öröklés útján kinevezett emír áll. Ez a hét emír alkotja az ország elnökét és miniszterelnökét megválasztó választási kollégiumot. Mivel a legtöbb emírség már vagy eltűnt, beolvadt egy nagyobb, modern államba, vagy megváltoztatták az uralkodójuk címét (például malkra vagy szultánra), igen ritkán lehet már valódi emírséggel találkozni.

## Tartományként
Ezen kívül az arabban lehet annyira általánosítani a fogalmat, hogy minden olyan tartományt érteni lehessen alatta, melyet egy uralkodói osztályból származó vezető irányít. Ilyen például Szaúd-Arábia, ahol a kormányzóságok vezetői az uralkodó házhoz tartozó emírek.

## Jelenlegi emírségek listája
A jelenleg független emírségek listája:
- Kuvait (más néven Kuvaiti Állam), 1757 óta emírség
- Katar (más néven Katari Állam), 1878 óta emírség
- Egyesült Arab Emírségek, 1971-ben egyesült
  - Abu-Dzsabi Emírség
  - Adzsmán
  - Dubaji Emírség
  - Fudzseijrai Emírség
  - Rász el-Haima-i Emírség (1972. februárban csatlakozott)
  - Sardzsai Emírség
  - Ummm el-Kaiven-i Emírség

## Egykori és beolvadt emírségek listája
Ez azon emírségek listája, melyek már vagy megszűntek létezni, nem ismerik el azokat, nincs valódi hatalmuk, vagy beolvadtak egy másik államba, és most már csak „hagyományos állam”ként léteznek. Ezeket kontinensenkénti bontásban közöljük olyan sorrendben, ahogy első uralkodója felvette az emír címet.

### Európa

#### Ibéria
- Córdobai Emírség, a modern Spanyolország és Portugália területén, 756-929 között (az uralkodó címe 929-tól kalifa lett.)
- Badajozi Emírség, a modern Portugália területén illetve Spanyolország nyugati részén 1009-1151
- Almeríai Emírség, Almería és Cartagena területén a mai Spanyolországban 1013-1091
- Jerezi Emírség, Jerez de la Frontera és Arcos de la Frontera városai a mai Dél-Spanyolország területén.1145-1147
- Granadai Emírség, a modern Dél-Spanyolországban 1228-1492

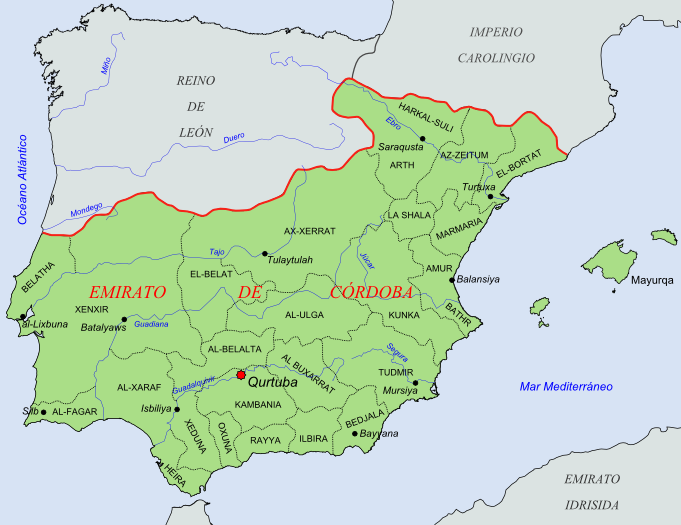
Córdoba
Badajoz
Granada

#### Mediterrán régió
- Krétai Emírség, Kréta, modern Görögország, 824 vagy 827/828–961
- Bari Emírség, Bari városa Dél-Olaszországban.  847–871
- Máltai Emírség, 870–1091
- Szicíliai Emírség, Szicília 965–1072

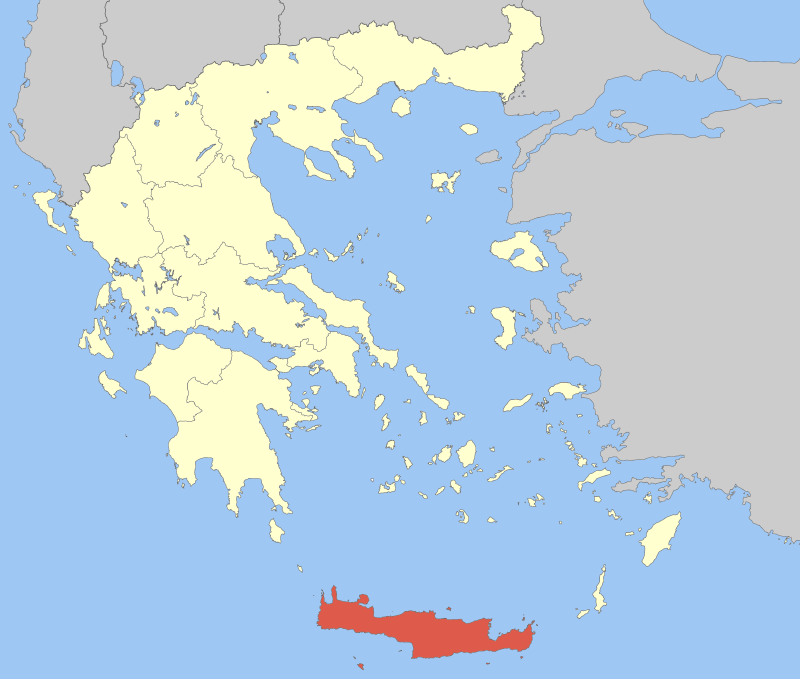
Crete within modern Greece
Sicily (at bottom)

#### Kaukázus
- Darbandi Emírség, Azerbajdzsán 869–1075
- Örmény Emírség, Kaukázus 637–884
- Tbiliszi Emírség, modern Grúzia 736–1080, névlegesen 1122-ig
- Észak-kaukázusi Emírség, Csecsenföld és Dagesztán a Kaukázusban 1919–1920
- Kaukázusi Emírség, kaukázus 2007– (el nem ismert)

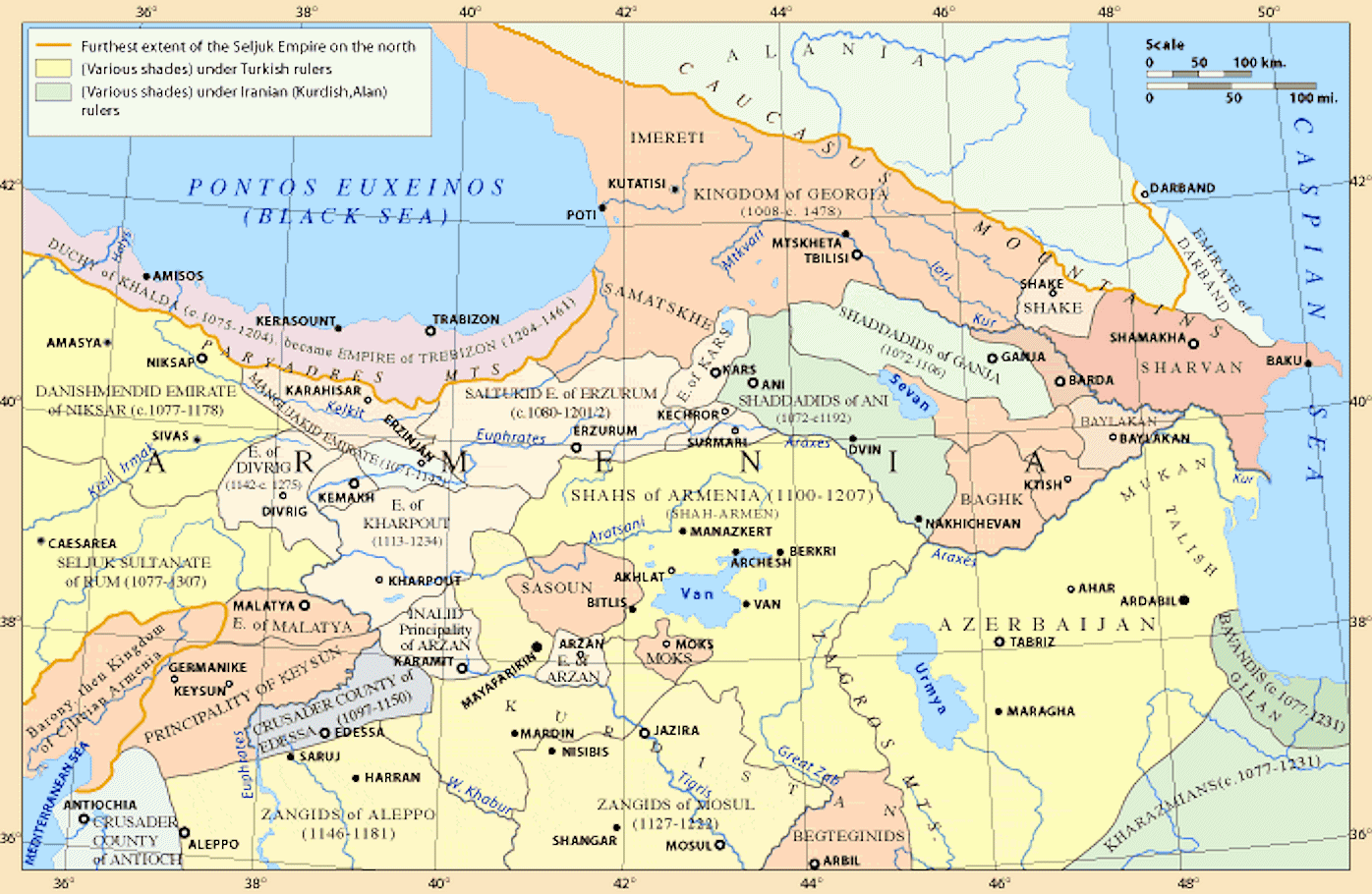
Darband, Azerbajdzsán
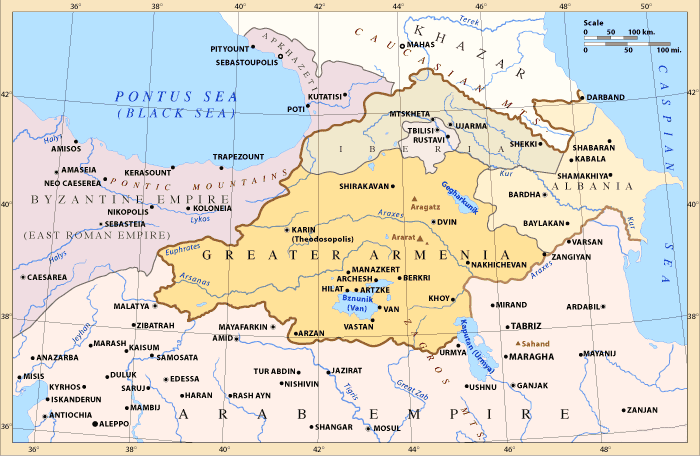
Örményország

### Ázsia

#### Közel-Kelet
- Moszuli Emírség, modern Irak 905-1096, 1127-1222, 1254-1383, 1758-1918
- Malatyai Emírség, modern Közép-Törökország, a IX. század közepétől 934-ig
- Amidai Emírség, Kelet-Törökország 983-1085
- Kamarán Emírség, Anatólia középső, déli része 1250-1487
- Oszmán Birodalom, Közel-Kelet, Mielőtt a szultáni címet felvették volna, emírségnek tekintették az országot 1299-1383
- Szmirnai Bejség, a modern Törökország területén élő úzok állama a XIV. század kezdetétől 1390-ig.
- Timuri Birodalom, Timur Lenk birodalma és a Timur-dinasztia bukása után megmaradt kisebb emírségek Közel-Kelet, 1526-c.1550
- Szorán Emírség, modern Észak-Irak 1816–35
- Az Zubayr városa Irak Baszra kormányzóságában a XIX. század idején.
- transzjordán Emírség, modern Jordánia 1921–46

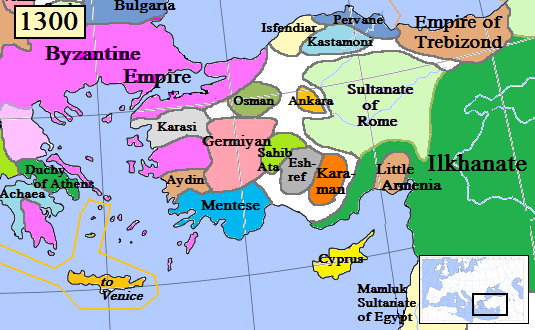
Oszmán Emirátus 1300-ban mint 'Osman'
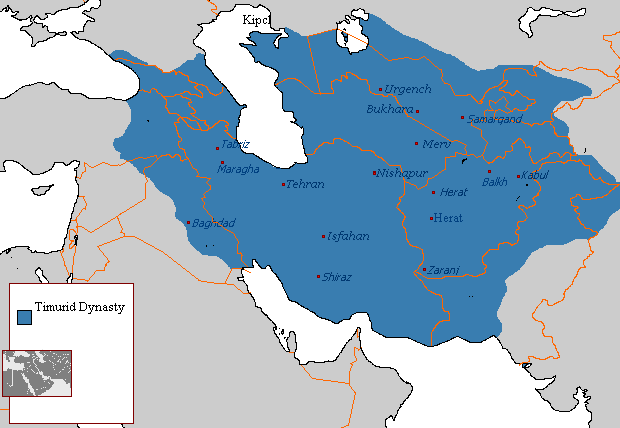
Timur Emírség Timur Lenk vezetése alatt.
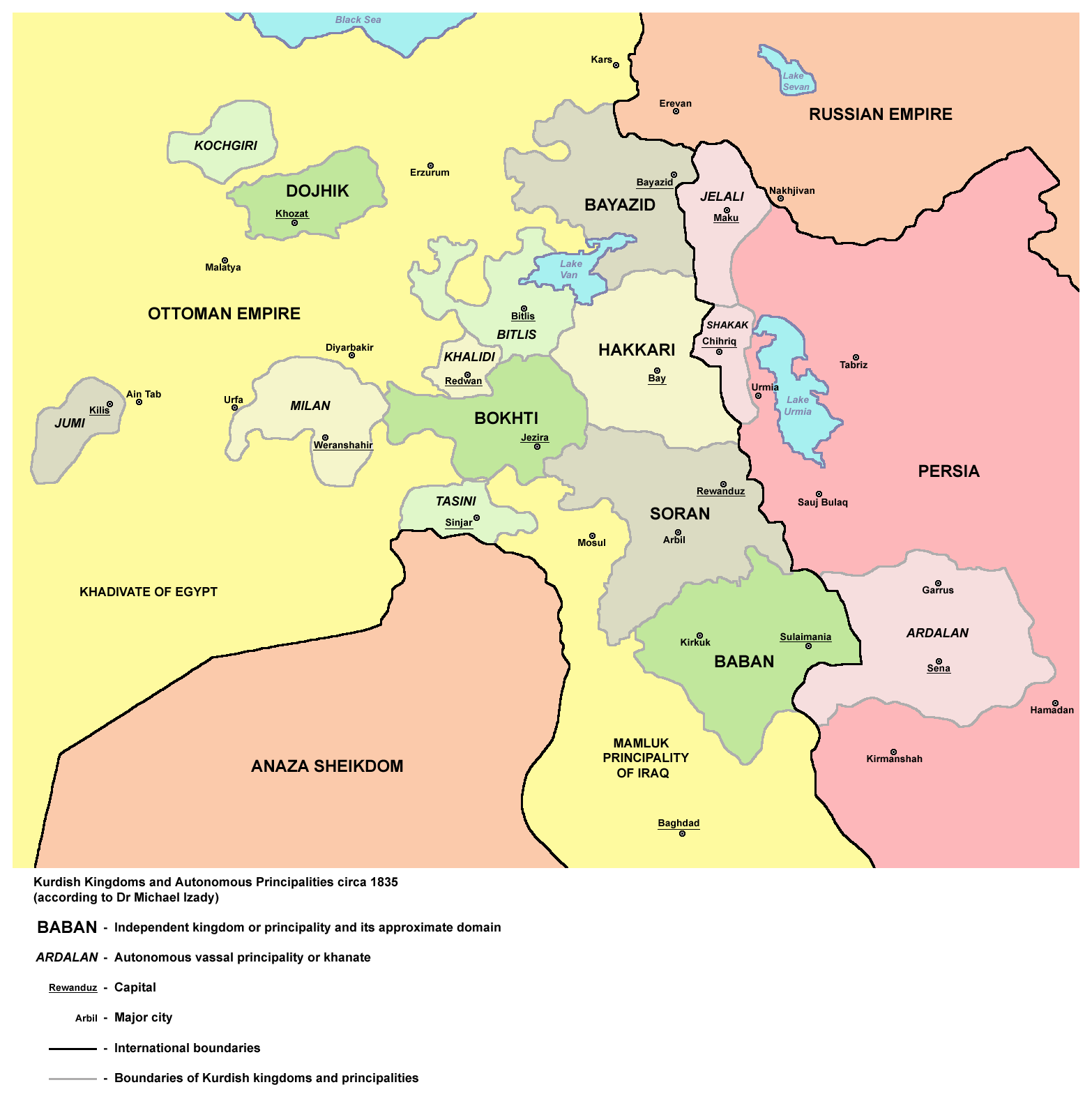
Szorán (középen)
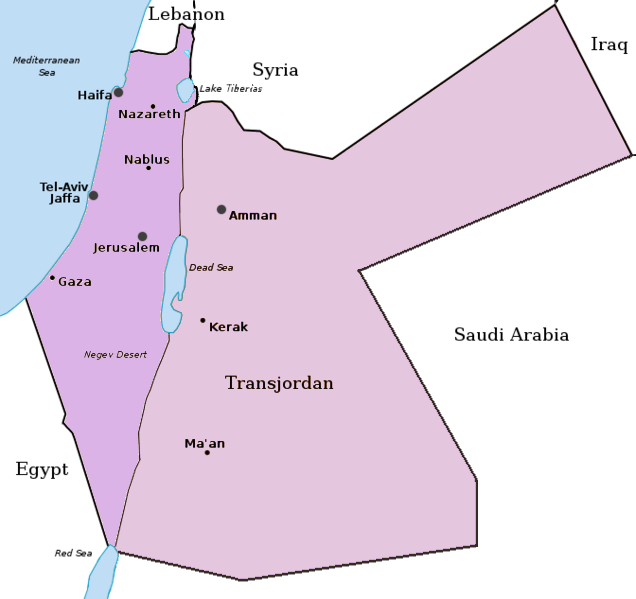
Transzjordánia